# 夏令配克影戲院
夏令配克影戲院（Olympic Theatre），是上海市的一家电影院。夏令配克影戲院是西班牙人安東尼奧·雷瑪斯在上海擁有的五家電影院之一，位於南京西路742號。夏令配克影戲院開幕於1914年9月8日。1921年7月1日，夏令配克影戲院上映《閻瑞生》，成為上海第一個上映中國國產片的電影院。1939年12月10日，夏令配克影戲院更名為大華電影院。後又在1951年4月1日更名為新華電影院。1994年，電影院建築被拆除。